# Alzina de Can Ramoneda
L'Alzina de Can Ramoneda (Quercus ilex) és un arbre que es troba al municipi de Sentmenat (el Vallès Occidental), el qual és una alzina que sorprèn els automobilistes que circulen per la carretera de Sentmenat a Castellar del Vallès.

## Dades descriptives
- Perímetre del tronc a 1,30 m: 3,01 m.
- Alçada: 16,9 m.
- Amplada de la capçada: 18 x 22 m (amplada mitjana capçada: 20 metres)
- Altitud sobre el nivell del mar: 234 m.[1]

## Entorn
Està situada al costat de la masia de Can Ramoneda i és el darrer vestigi d'un gran alzinar que va existir al voltant de la susdita masia i que va ésser tallat a començament del segle xx.

## Aspecte general
És una alzina de postal, en molt bon estat, de tronc recte i gruixut com una columna, coronat amb un rosari de branques que s'obren en ventall als quatre punts cardinals, forjant un para-sol que convida al repòs i al capteniment. És, sens dubte, un dels arbres més estètics de la comarca.

## Accés
És accessible en vehicle, ja que es troba al costat de la carretera C-1415a, a la sortida de Sentmenat en direcció a Castellar del Vallès. Des de Sentmenat, prenem la susdita carretera en direcció a Castellar del Vallès i, recorreguts uns vuit-cents metres (tot just després de passar per davant d'un col·legi) veurem l'alzina a mà dreta, ran de carretera. Coordenades UTM: 31T X0427284 Y4607710.